# 239 هـ
239 هـ هي سنة في التقويم الهجري امتدت مقابلةً في التقويم الميلادي بين سنتي 853 و854.

## وفيات
- أحمد بن عاصم الأنطاكي
- عثمان بن أبي شيبة
- علي بن الجهم